# 古古斯
古古斯（Ghugus），是印度马哈拉施特拉邦钱德拉布尔县的一个城镇。总人口29921（2001年）。

## 人口
该地2001年总人口29921人，其中男性15677人，女性14244人；0—6岁人口3843人，其中男2027人，女1816人；识字率73.07%，其中男性为78.56%，女性为67.03%。